# Tour de France 1936
Le Tour de France 1936 est la 30e édition du Tour de France. L'épreuve cycliste organisée par le journal L'Auto se déroule du 7 juillet au 2 août 1936 sur 21 étapes, pour une distance totale de 4 438 kilomètres.
Le coureur belge Sylvère Maes, vainqueur de quatre étapes, remporte le classement général devant le Français Antonin Magne, vainqueur d'une étape et son compatriote Félicien Vervaecke, également vainqueur d'une étape. Seuls 43 des 90 partants rallient l'arrivée à Paris. Surnommée « l'Escadron noir », l'équipe de Belgique domine assez nettement l'épreuve et place trois de ses coureurs dans les dix premiers du classement général, une performance également réalisée par les Luxembourgeois. Avec six victoires d'étapes, le Français René Le Grevès est le coureur le plus prolifique de cette édition. Dixième du classement général, Léon Level est le premier de la catégorie des touristes-routiers, qui disputent l'épreuve à titre individuel.

## Présentation

### Parcours

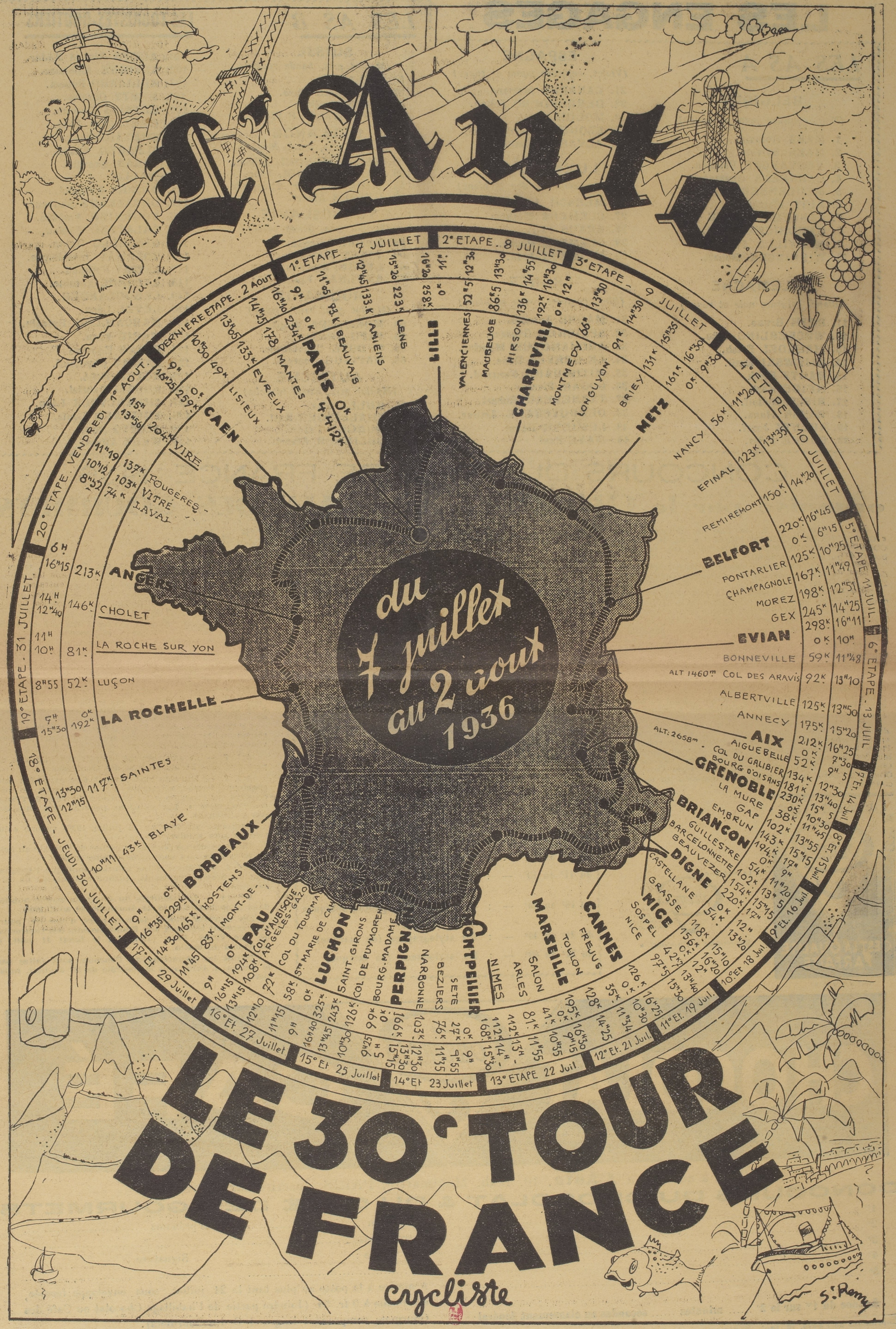
Le parcours du Tour de France 1936 publié dans L'Auto.

Le Tour de France 1936 s'inscrit dans la période de 1905 à 1951, durant laquelle le parcours de l'épreuve réalise un « chemin de ronde », en s'approchant au plus près des frontières de l'Hexagone.
La trentième édition du Tour de France comporte 4 414 km répartis sur 21 jours de course, du 7 juillet au 2 août 1936. La 15e étape entre Perpignan et Luchon est la plus longue de l'épreuve, avec 325 km, mais le Tour 1936 s'inscrit dans la logique de réduction de la distance moyenne engagée depuis le milieu des années 1920 : elle s'élève à seulement 163 km contre 337 km en 1926,.
Le parcours comporte peu d'évolutions : la course s'élance depuis Paris et sa banlieue, comme tous les ans jusqu'en 1950, à l'exception de 1926, et s'achève au parc des Princes, comme depuis la création de l'épreuve. De même que pour les éditions précédentes, le Tour 1936 s'effectue dans le sens horaire. Il évite cependant la Bretagne, une première depuis l'apparition de Rennes sur la carte de l'épreuve en 1905, ce qui entraine une vague de protestations locales. Le 31 juillet, lors de la 19e étape entre Cholet et Angers, une banderole au ton ironique est déployée en bord de route : « les Bretons remercient L'Auto d'éviter la Bretagne ».
Après l'introduction du premier contre-la-montre individuel en 1934, le Tour 1936 compte cinq étapes par équipes. Par ailleurs, les coureurs empruntent le col d'Izoard, absent de l'épreuve depuis 1927, et Saintes, Cholet et Angers sont villes-étapes pour la première fois. C'est également la première fois qu'une étape en trois secteurs est proposée aux coureurs : ainsi le contre-la-montre par équipes entre La Roche-sur-Yon et Cholet, disputé le 31 juillet, est intercalé entre deux étapes en ligne courues le matin-même et en fin d'après-midi. 
Cinq journées de repos sont programmées à Évian, Digne-les-Bains, Cannes, Perpignan et Pau, mais leur distribution n'est pas équitable : selon Jean-Paul Bourgier, historien du sport, le choix de ces villes-étapes répond autant à la volonté de l'organisateur de permettre aux coureurs de récupérer des efforts accomplis lors des étapes de montagne qu'aux bonnes relations entretenues par Henri Desgrange, directeur de l'épreuve, avec les élus locaux.

### Règlement et organisation

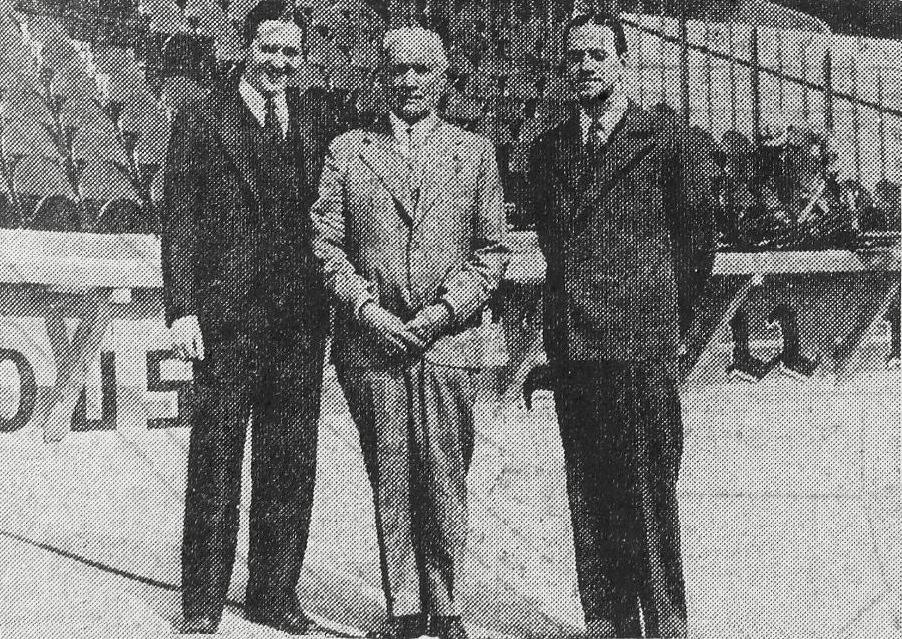
De gauche à droite : Maurice Goddet, Henri Desgrange et Jacques Goddet, pour l'inauguration du nouveau stade vélodrome du Parc des Princes, le 22 avril 1932.

Malgré l'opération de la prostate qu'il subit au début de l'été 1936, Henri Desgrange choisit de suivre l'épreuve à bord d'une automobile Hotchkiss spécialement aménagée pour son confort. Il est secondé par Jacques Goddet, rédacteur en chef de L'Auto. Parmi les autres membres de l'organisation figurent Lucien Cazalis, secrétaire général, Maurice Machurey, qui exerce les fonctions de chronométreur officiel et qui est chargé de repérer le parcours au printemps, ou encore Henri Manchon, surnommé « le Révérend », qui occupe le poste de directeur sportif général. Malgré sa volonté de suivre l'épreuve, Henri Desgrange se résout à suivre l'avis des médecins et quitte la course dès la deuxième étape après en avoir confié la direction à Goddet,.
L'organisateur reconduit la formule des équipes nationales introduite en 1930 pour contrer la domination jugée outrancière de certaines marques de cycles,. Il s'oppose également à l'utilisation du dérailleur, dont l'usage est pourtant répandu dans le monde cycliste depuis plusieurs années. Dans le numéro de L'Auto daté du 6 juillet 1936, Jean Leulliot, l'un des collaborateurs d'Henri Desgrange, dénonce cette invention qui « facilite grandement le travail des plus faibles et prolonge leur résistance » et qu'il considère comme « le nivellement des différentes classes par le bas ». Par ailleurs, bien que longtemps opposé à la course d'équipe, Henri Desgrange tolère les actes d'entraide entre les coureurs et reconnaît lui-même qu'ils sont en fait impossibles à contrôler.
Conformément au souhait de la direction, le peloton des 90 participants est structuré en trois groupes. La catégorie des « As A » rassemble les équipes nationales de France, de Belgique, d'Allemagne et d'Espagne-Luxembourg, qui comprennent dix coureurs chacune. L'Italie est absente, faisant l'objet de sanctions après l'invasion de l'Éthiopie à la fin de l'année 1935. Les « As B » rassemblent vingt coureurs répartis en cinq nations de quatre coureurs : l'Autriche, la Suisse, les Pays-Bas, la Yougoslavie et la Roumanie, ces trois dernières nations effectuant leur première participation. Henri Desgrange refuse cependant la candidature des fédérations bulgare, danoise et portugaise. Enfin, 30 « touristes-routiers », tous de nationalité française, complètent le peloton.

### Primes et classements annexes

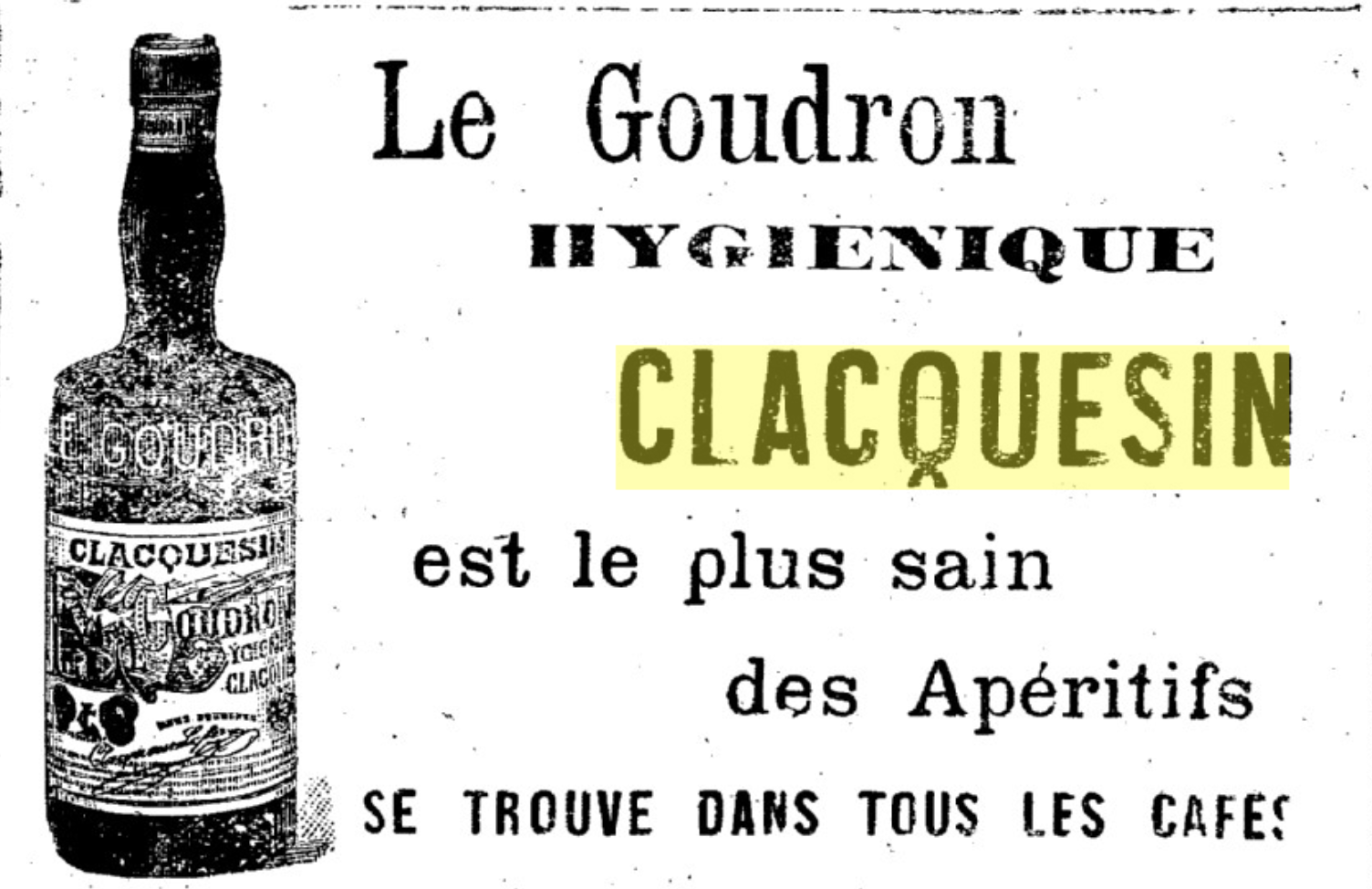
La distillerie Clacquesin finance une prime-surprise sur le Tour de France 1936.

Le montant des primes allouées par des sociétés commerciales, dont certaines participent à la caravane publicitaire, s'élève à 935 400 francs. Pour assurer l'organisation de son épreuve, la direction de course prélève 30 % de ce montant. Parmi ces différentes primes, la société d'apéritif Clacquesin accorde à chaque étape une prime-surprise de 1 000 francs : les coureurs ne sont prévenus du lieu où elle doit être disputée que quelques kilomètres avant leur passage.
Le prix du meilleur grimpeur est sponsorisé par la marque d'apéritifs Martini & Rossi. Son classement est déterminé par l'addition des points attribués lors du passage au sommet de seize ascensions : le Ballon d'Alsace, le col des Aravis, le col du Galibier, la côte de Laffrey, le col d'Izoard, le col de Vars, le col d'Allos, le col de Braus, la montée de La Turbie, le col de Puymorens, le col de Port, le col du Portet-d'Aspet, le col de Peyresourde, le col d'Aspin, le col du Tourmalet et le col d'Aubisque. Les dix premiers coureurs classés au sommet reçoivent des points, le premier marquant 10 points, le second 9 points, et ainsi de suite jusqu'au dixième coureur. Le vainqueur final reçoit une prime de 10 000 francs, d'autres primes étant attribuées à ses poursuivants.
Le Challenge international de la Compagnie d'assurances La Vie octroie un montant de 100 000 francs à son vainqueur. Des points sont attribués à chaque étape : le vainqueur du jour marque un point, et un point supplémentaire par tranche de 30 secondes d'avance sur le deuxième, dans la limite de 8 points.

### Coureurs engagés

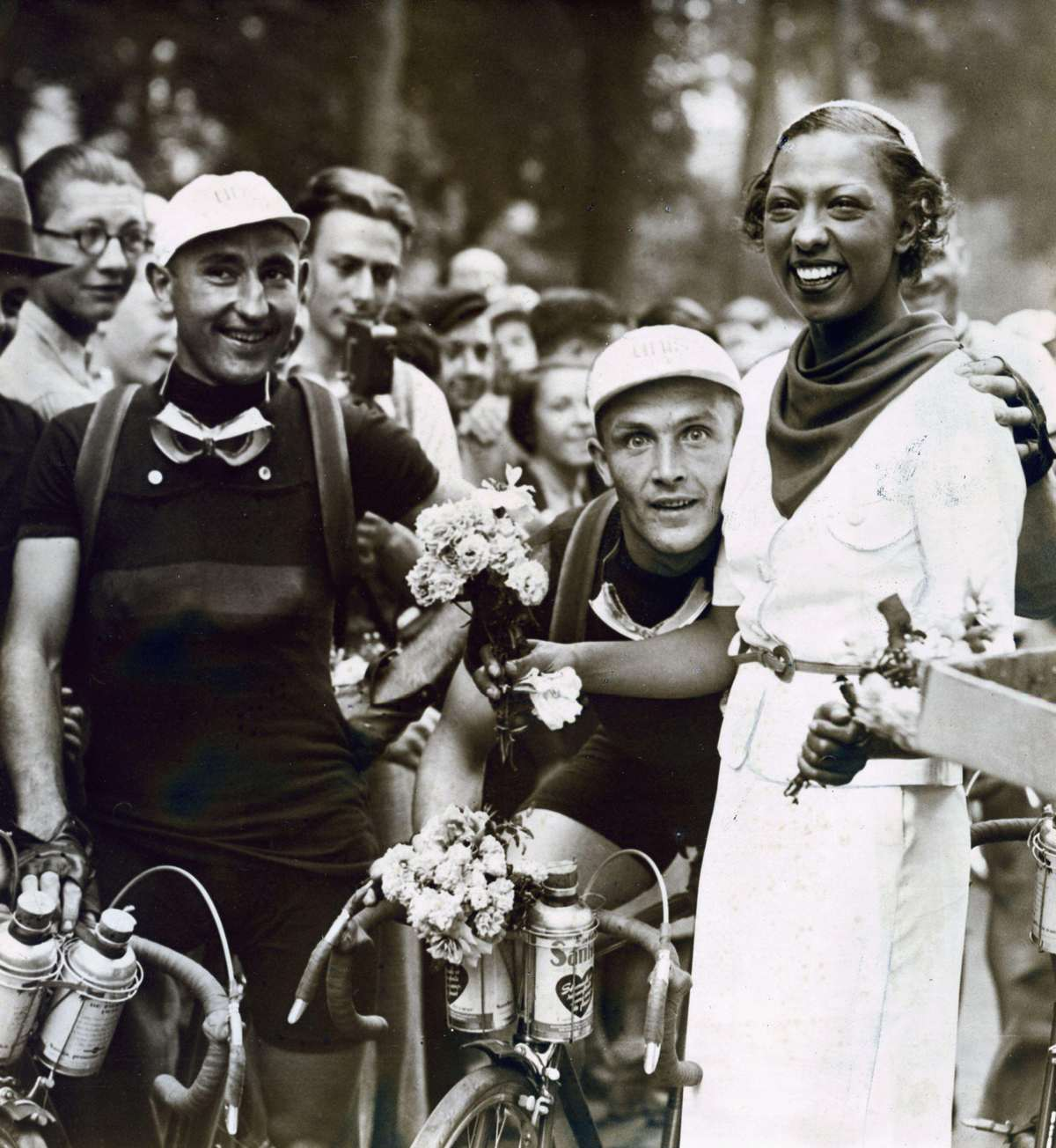
Joséphine Baker aux côtés des Belges Romain Maes et Sylvère Maes avant le départ de l'épreuve.

Les sélections française et belge regroupent les principaux favoris de l'épreuve. Sous la direction de Karel Steyaert, l'équipe belge, dont l'effectif est annoncé le 14 mai, compte dans ses rangs le vainqueur sortant, Romain Maes, mais elle s'appuie également sur des grimpeurs talentueux comme Félicien Vervaecke, meilleur grimpeur et 3e du Tour de France 1935, et Sylvère Maes, déjà vainqueur de deux étapes sur la Grande Boucle et qui avait achevé l'édition précédente au quatrième rang. Pour compléter « l'Escadron noir », le sélectionneur belge mise sur des coureurs rapides, capables de l'emporter lors des arrivées massives, à l'image de Gustave Danneels, récent vainqueur de Paris-Tours, et Éloi Meulenberg, qui s'impose sur Paris-Bruxelles quelques semaines avant le départ de l'épreuve.
La sélection française, annoncée plus tardivement, à la mi-juin, est construite autour de deux anciens vainqueurs du l'épreuve : Antonin Magne, qui s'impose en 1931 et 1934, et Georges Speicher, vainqueur en 1933. Elle s'appuie également sur Maurice Archambaud, ancien vainqueur d'étapes et maillot jaune pendant neuf jours en 1933, René Le Grevès, déjà vainqueur de neuf étapes lors des précédentes éditions, et Pierre Cogan, auteur d'un début de saison remarqué. Excepté Fernand Mithouard, tous les autres membres de l'équipe connaissent leur première sélection.

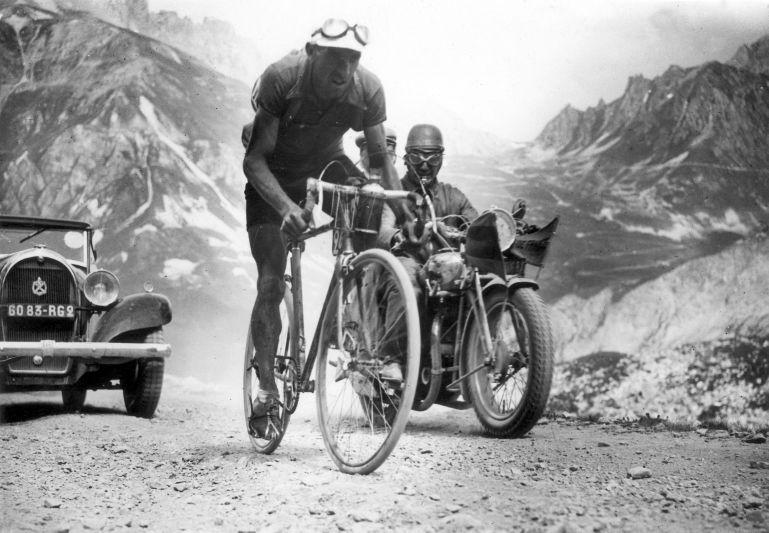
Federico Ezquerra dans la montée du col du Galibier en 1934.

Réunis dans la même équipe, les coureurs espagnols et luxembourgeois ne sont pas dépourvus d'ambition. Multiple vainqueur du Tour de Catalogne, Mariano Cañardo est le coureur le plus expérimenté d'un groupe qui comprend également les jeunes grimpeurs Federico Ezquerra et Julián Berrendero, dont c'est la première participation. Les frères Mathias et Pierre Clemens, dominateurs sur leur Tour national, portent les ambitions luxembourgeoises. L'Allemagne se présente avec une sélection inexpérimentée, privée notamment de Kurt Stöpel, ancien maillot jaune et deuxième du Tour de France 1932 derrière André Leducq.

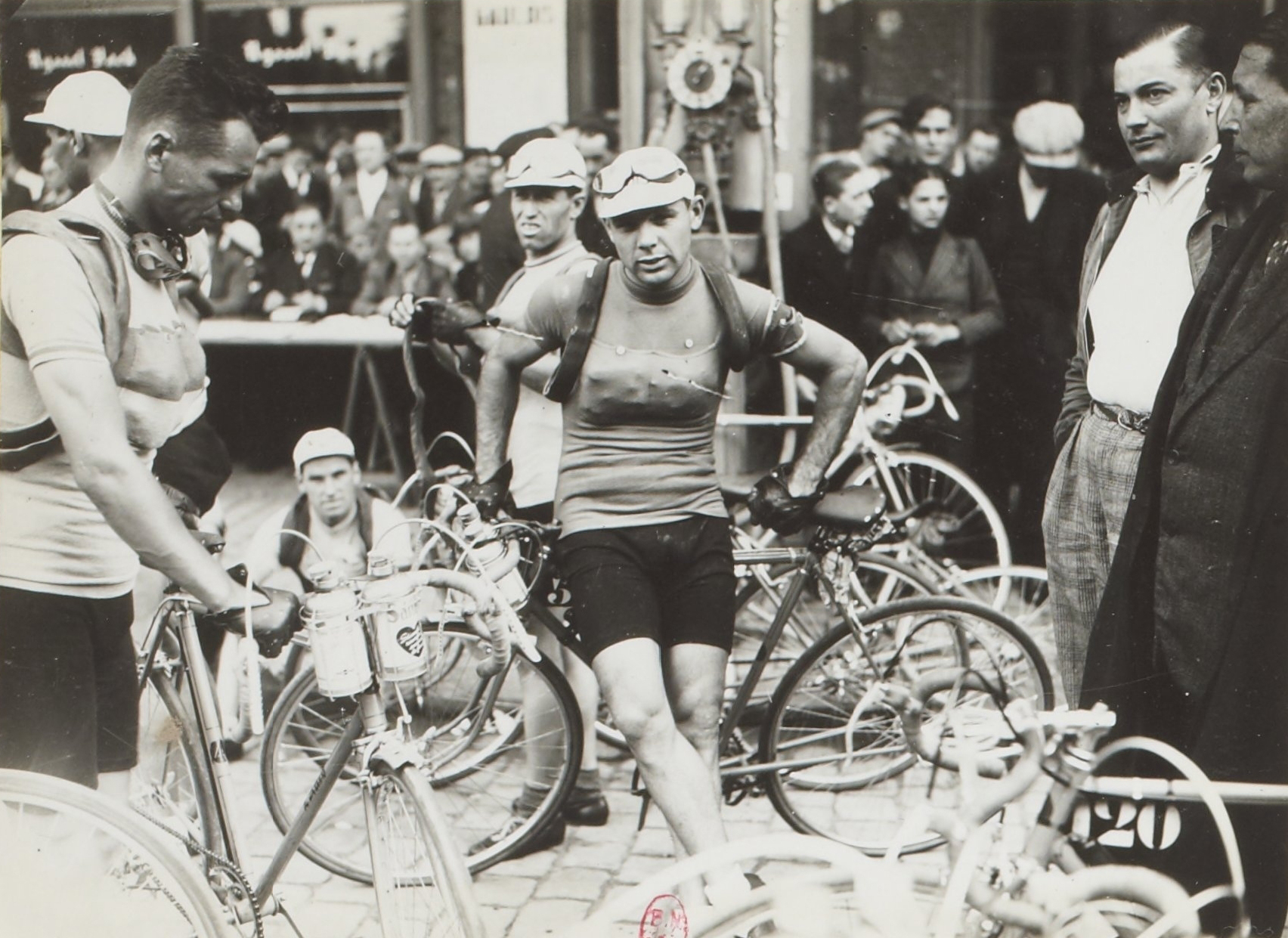
Paul Egli (au centre) avant le départ d'une étape.

Les Suisses se présentent avec leur champion national Paul Egli, champion du monde amateur en 1933 et récent vainqueur de deux étapes du Tour de Suisse, ainsi que Léo Amberg, qui vise un bon classement général. De son côté, l'Autrichien Max Bulla, vainqueur de trois étapes et maillot jaune pendant une journée sur le Tour de France 1931, effectue son retour sur l'épreuve.
Vainqueur de quatre étapes lors du Tour de France 1934, puis de deux autres l'année suivante, René Vietto est la principale tête d'affiche de la catégorie des touristes-routiers. Il paie son mauvais début de saison et ne doit sa sélection qu'à l'intervention d'André Trialoux, directeur de la formation Helyett, qui parvient à convaincre Henri Desgrange de l'engager. La plupart des touristes-routiers sont soutenus financièrement par des marques de cycle et des entreprises comme les usines d'aviation Potez (quatorze coureurs), la société Dentol (huit coureurs), le quotidien Match-L'Intran (cinq coureurs) ou la marque de liqueur Suze (trois coureurs). Léon Level, Pierre Cloarec et Jean-Marie Goasmat comptent parmi les coureurs les plus expérimentés de cette catégorie. Par ailleurs, Abdel-Kader Abbes est le premier coureur algérien engagé sur le Tour de France.

## Déroulement de la course

### De Paris à Évian (1re-5eétape)

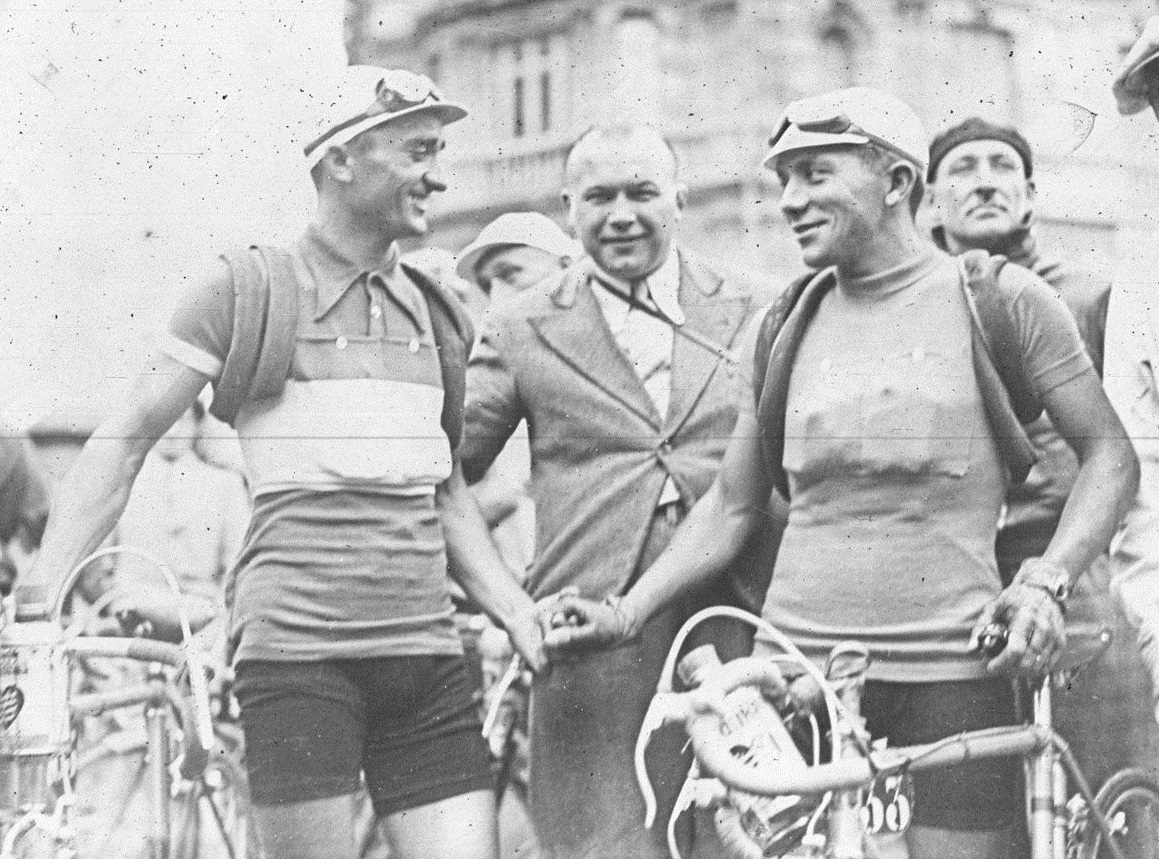
Porteur du maillot jaune, Maurice Archambaud (à droite) serre la main de Décimo Bettini avant le départ de la troisième étape à Charleville.

Le 7 juillet, après le rassemblement des coureurs devant le siège de L'Auto, rue du Faubourg-Montmartre à Paris, le départ est donné au Vésinet. La première étape, qui conduit le peloton vers Lille, est disputée dans des conditions météorologiques dantesques. Un violent orage s'abat alors que les coureurs atteignent Bapaume, freinant leur progression. Un groupe de sept hommes se détache, parmi lesquels Paul Egli et Maurice Archambaud se montrent les plus forts. Les routes sont alors submergées par une eau boueuse qui atteint parfois le moyeu des roues. En s'imposant sur la piste de l'hippodrome des Flandres, Paul Egli devient le premier suisse à revêtir le maillot jaune.

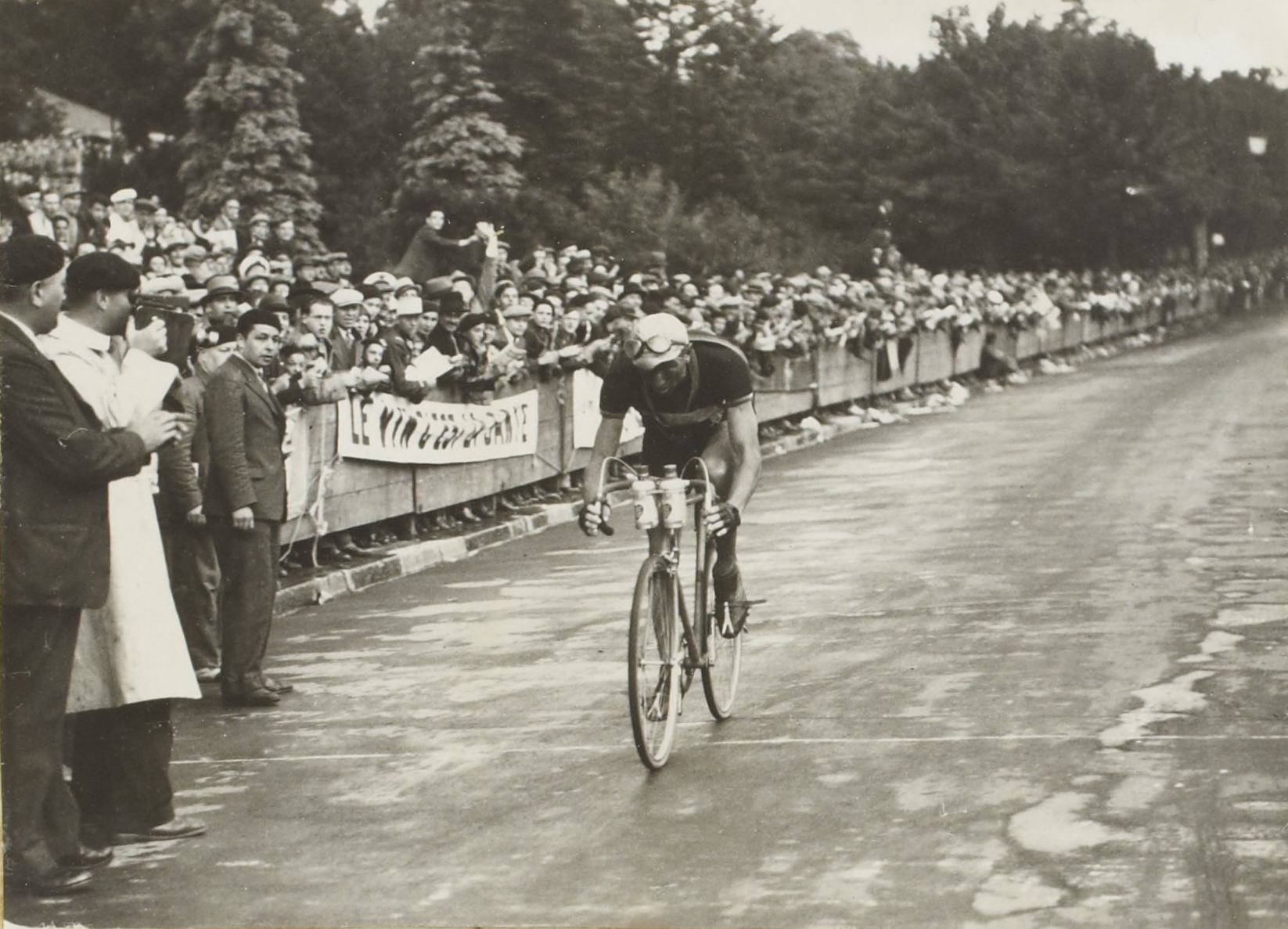
Mathias Clemens, vainqueur à Metz.

Il le perd dès le lendemain à Charleville, à la suite d'un incident mécanique, au profit d'Archambaud. Le jeune coureur belge Robert Wierinck s'impose au sprint devant le Français Robert Tanneveau. Dans la troisième étape vers Metz, elle aussi disputée sous la pluie, Paul Egli repart à l'offensive tandis que les sélections belge et française se neutralisent. Très actifs dans la progression de l'échappée, les Luxembourgeois Mathias Clemens et Arsène Mersch sont couronnés de succès : le premier remporte l'étape tandis que le second s'empare de la tête du classement général. Les mauvaises conditions climatiques perturbent fortement les coureurs, en particulier les moins expérimentés : en seulement trois étapes, l'ensemble de l'équipe de Roumanie a quitté la course et il ne reste que deux des quatre yougoslaves.
Les grimpeurs espagnols se distinguent dans la quatrième étape vers Belfort : Federico Ezquerra franchit seul en tête le sommet du Ballon d'Alsace mais Maurice Archambaud le rejoint dans la descente et s'impose au sprint à l'arrivée, récupérant ainsi son maillot jaune abandonné la veille. C'est de nouveau la pluie qui accompagne les coureurs en direction de Genève, ce qui rend particulièrement périlleuse la descente du col de la Faucille. Archambaud tente une nouvelle échappée en début d'étape, rapidement contrôlée par la formation belge, et c'est finalement un groupe de 31 coureurs qui se présente pour la victoire, réglé au sprint par René Le Grevès. Bien que Maurice Archambaud conserve la tête du classement général, il est directement suivi par cinq coureurs belges et notamment Sylvère Maes.

### Traversée des Alpes (6e-9eétape)

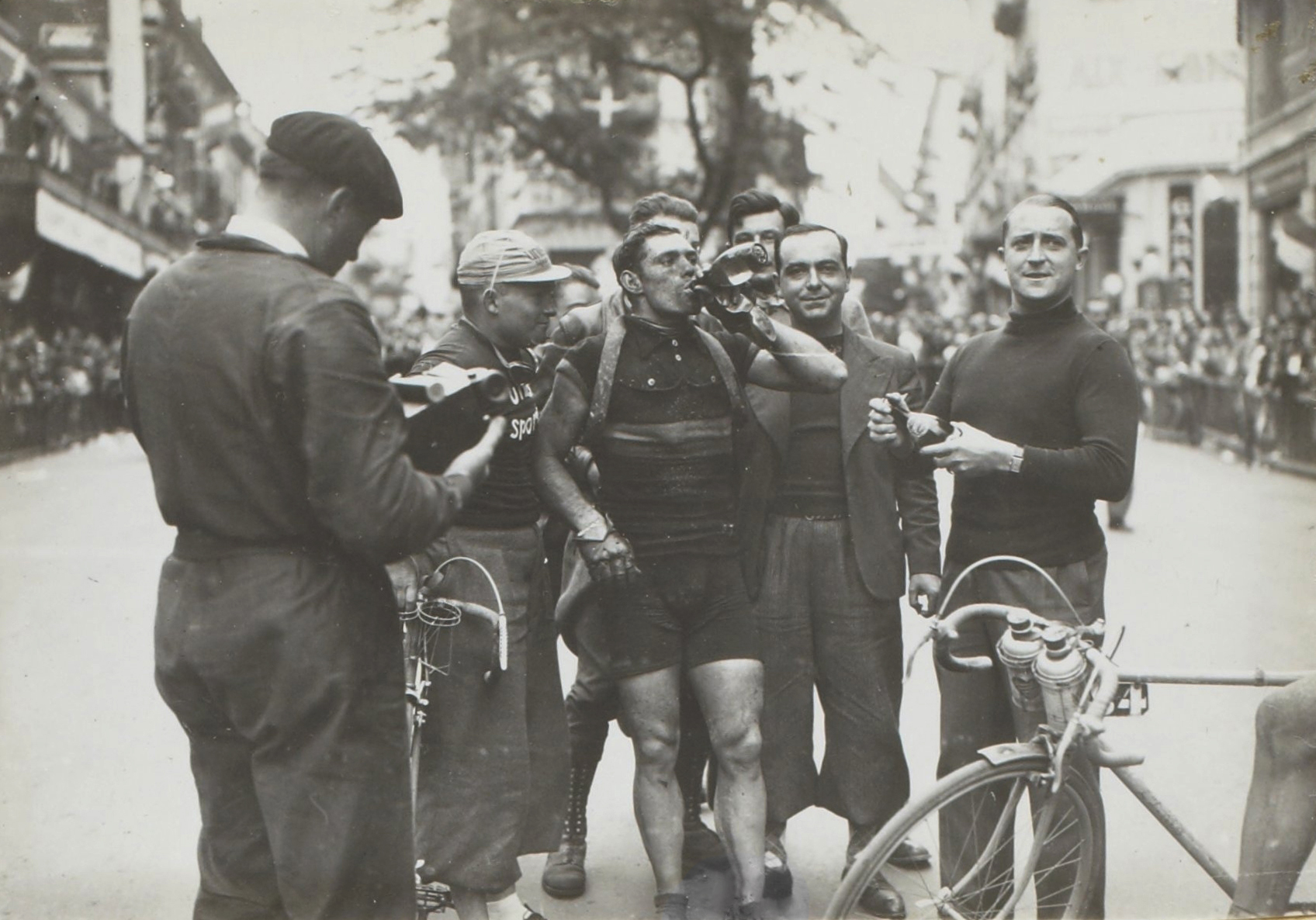
Éloi Meulenberg après sa victoire à Aix-les-Bains.

La sixième étape entre Genève et Aix-les-Bains est marquée par l'abandon de René Vietto, qui n'aura jamais pesé sur la course lors de cette édition. Redoutable sprinteur, le Belge Éloi Meulenberg profite du travail de son équipe pour s'imposer au sprint devant Antonin Magne. Double vainqueur de l'épreuve, ce dernier empoche ainsi de précieuses secondes de bonification et effectue un rapproché au classement général. La presse salue sa gestion de l'effort tout en ciblant les efforts jugés inutiles que fournit Maurice Archambaud : Jacques Goddet évoque ainsi « la merveilleuse administration par son gérant-directeur de la société Magne » et « la dilapidation inconsidérée de l'affaire Archambaud ». Distancés, les deux anciens vainqueurs Georges Speicher et Romain Maes semblent avoir abandonné toutes chances de succès dans cette édition.

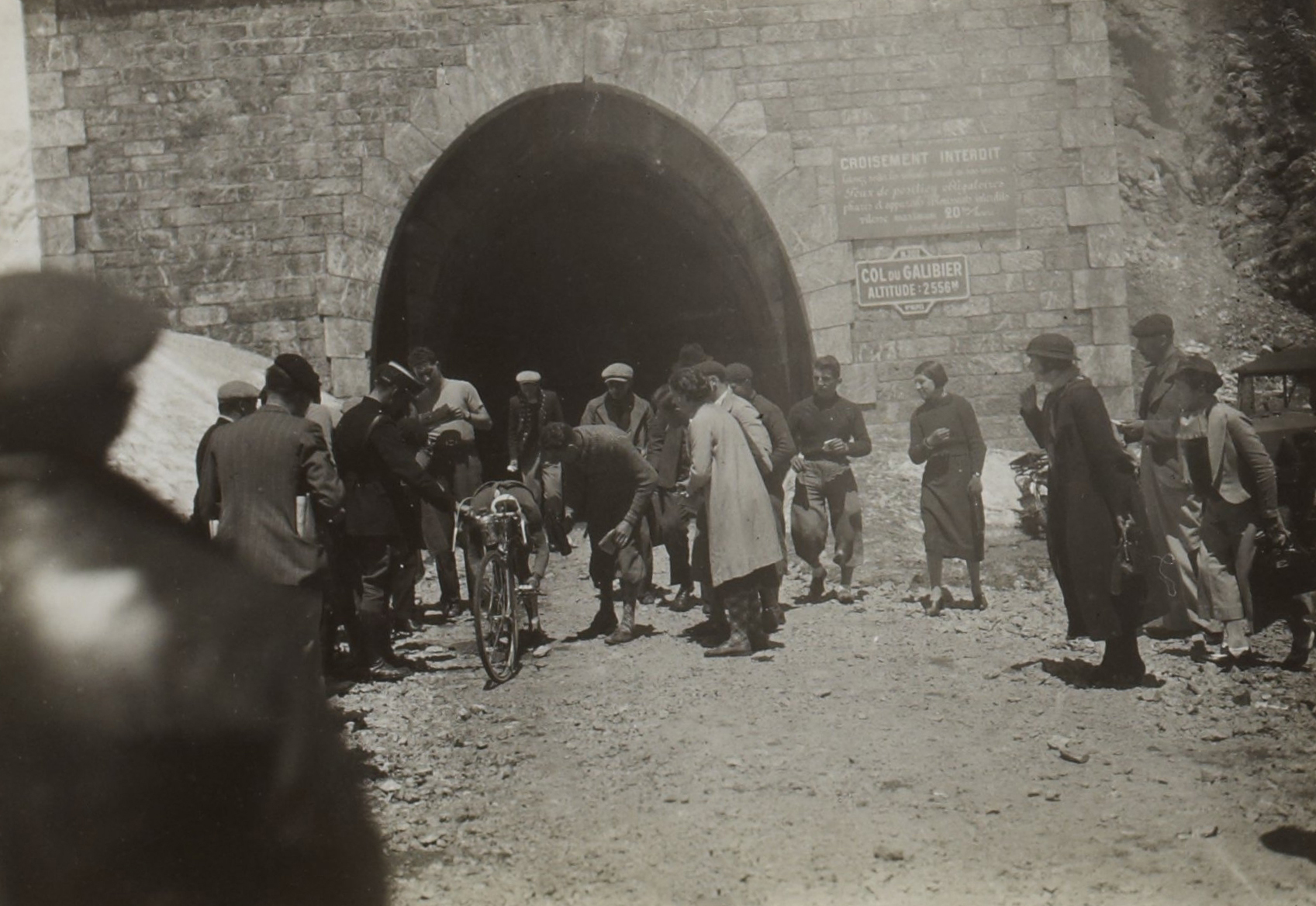
Federico Ezquerra au col du Galibier.

Le lendemain, ce dernier franchit cependant le col du Télégraphe en tête, mais ce sont les Espagnols Federico Ezquerra et Julián Berrendero qui se détachent sur les pentes du col du Galibier, tandis que Romain Maes surprend l'ensemble des suiveurs en mettant pied à terre pour se désaltérer dans le torrent de Valloirette, avant d'abandonner. Son retrait lui vaut de sévères critiques de la part de la direction de course, comme celle de Jacques Goddet dans les colonnes de L'Auto : « Abandonnant ceux qui l'avaient servi sans relâche et sans amertume il y a douze mois, il quittait la piste sur une pirouette de bouffon ». Tandis que Federico Ezquerra passe en tête au col, la longue descente vers Grenoble lui est fatale et provoque un regroupement. 

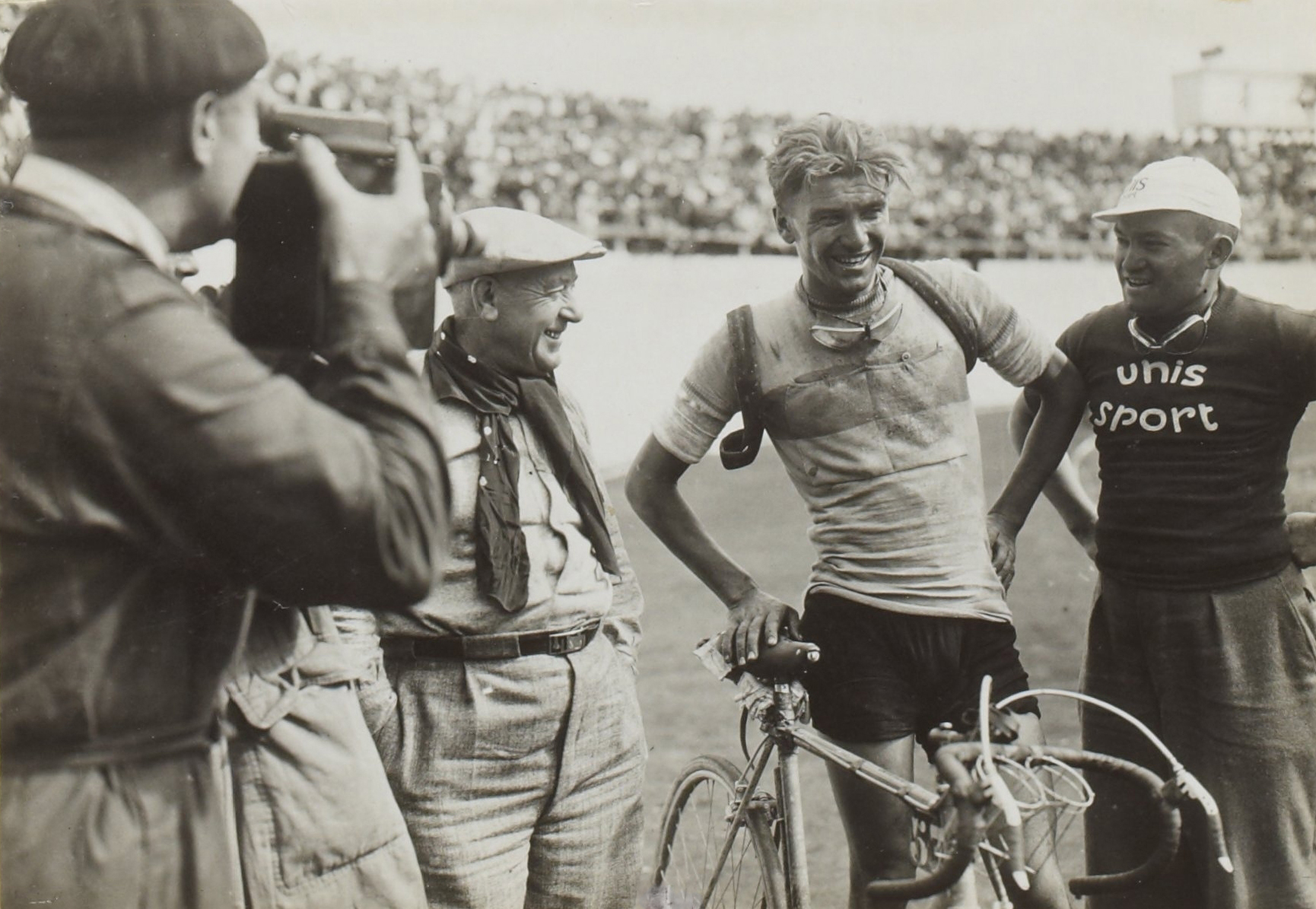
Theo Middelkamp, premier vainqueur d'étape néerlandais sur le Tour de France.

Un temps distancé dans les cols, Antonin Magne profite d'une alliance de circonstance avec Charles Berty pour rejoindre les hommes de tête : il est cependant retardé par un bris de chaîne tandis que Maurice Archambaud, seulement devancé au sprint par Theo Middelkamp, conforte son maillot jaune. Il s'agit d'ailleurs de la première victoire d'étape néerlandaise sur le Tour de France.

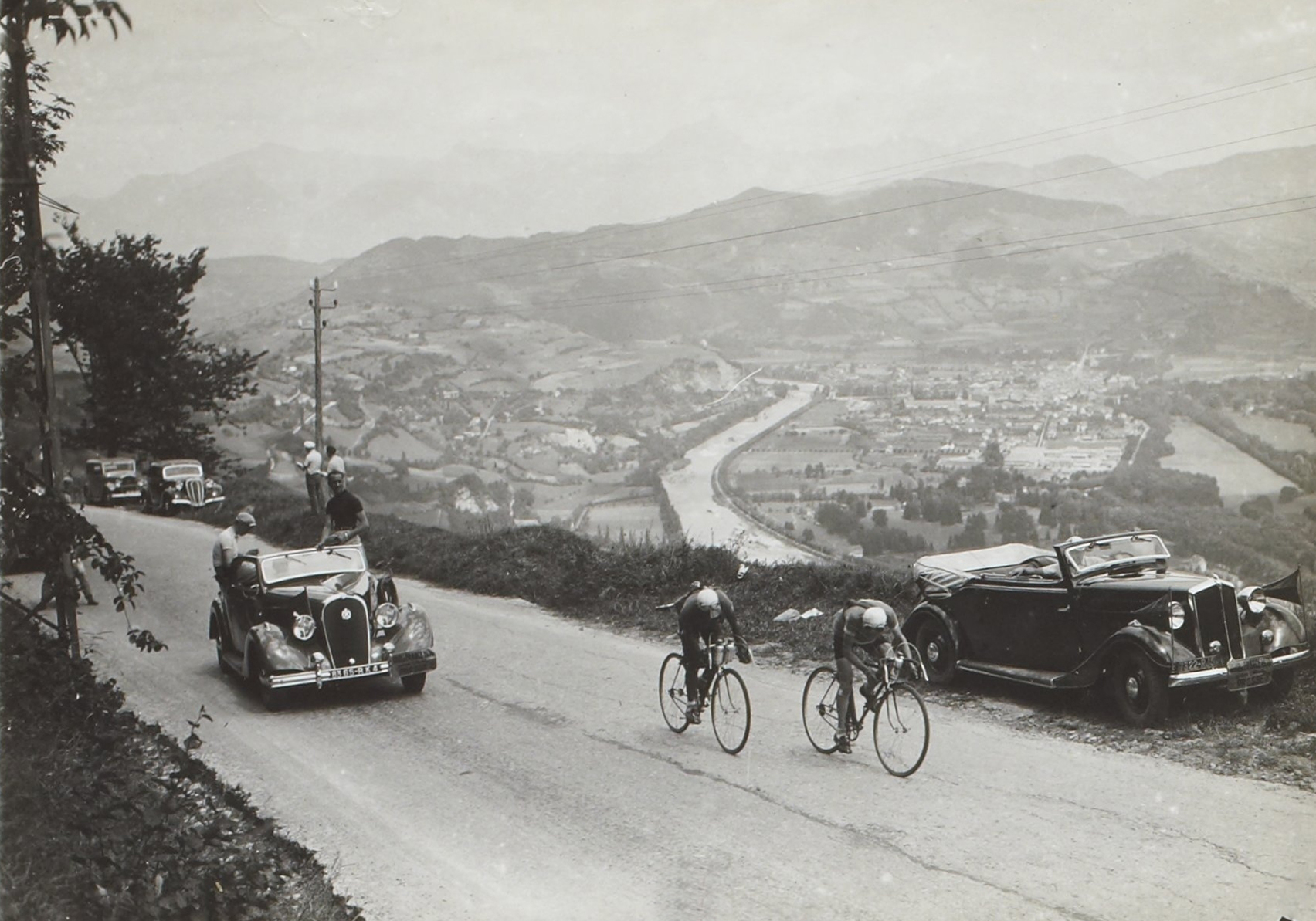
Jean-Marie Goasmat et Julián Berrendero dans la côte de Laffrey lors de la huitième étape.

La huitième étape entre Grenoble et Briançon entraîne de nombreux changements : tandis que les deux coureurs bretons Pierre Cloarec et Jean-Marie Goasmat mènent une échappée qui conduit à la victoire de ce dernier, Sylvère Maes profite de la défaillance d'Archambaud pour lui reprendre huit minutes et lui ravir la première place au classement général.

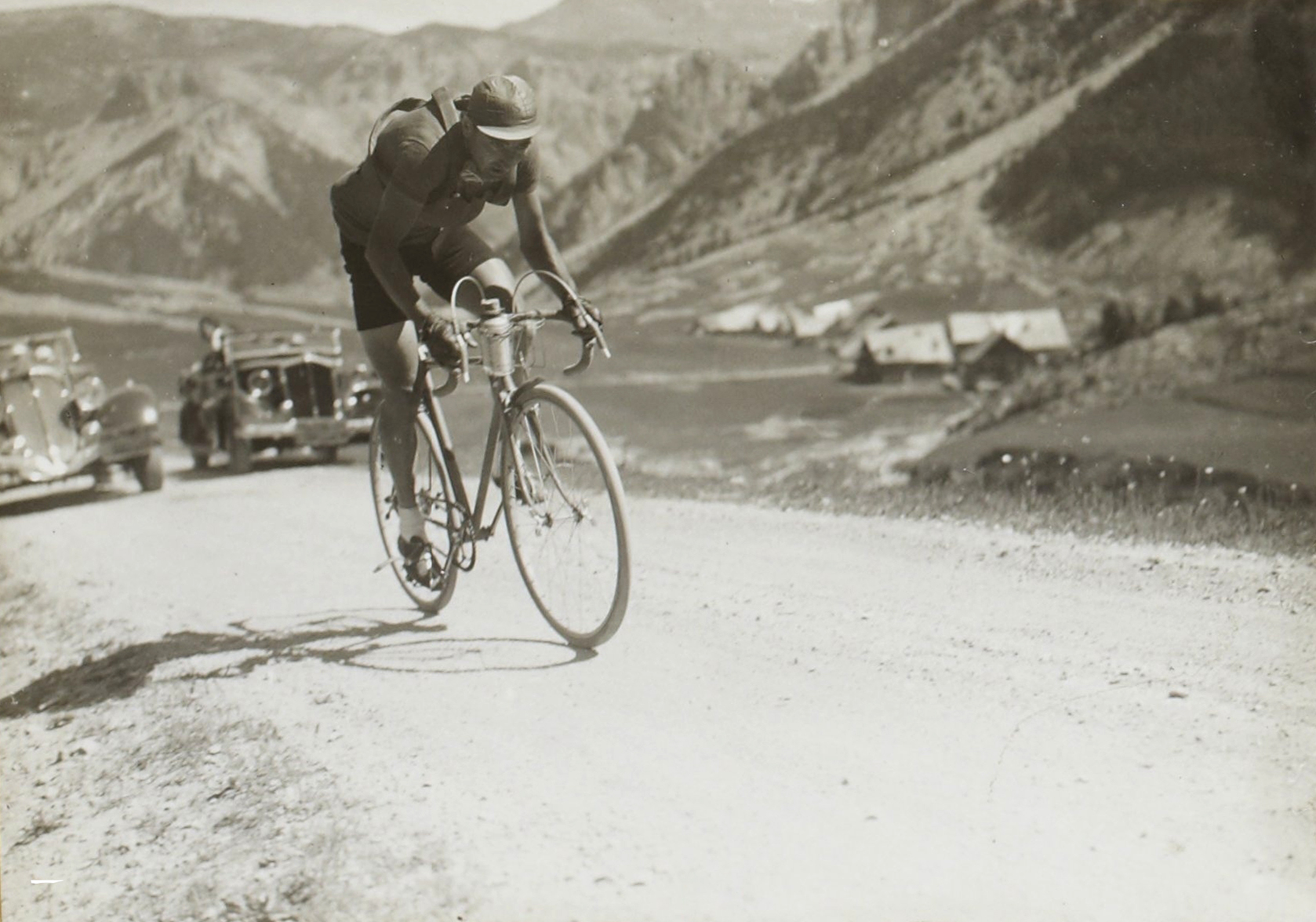
Sylvère Maes, porteur du maillot jaune, dans la neuvième étape.

Désormais leader unique de l'équipe de France, Antonin Magne passe à l'offensive dans l'étape du lendemain vers Digne, tandis que Berrendero et Ezquerra se disputent les points pour le classement du meilleur grimpeur, qui tourne à l'avantage du premier. Sylvère Maes résiste aux attaques de Magne malgré plusieurs crevaisons. Il le rejoint alors que ce dernier connaît à son tour un incident mécanique, et c'est même Magne qui accuse finalement près d'une minute de retard à l'arrivée sur son rival après avoir subi une crevaison dans les derniers kilomètres. À Digne, le touriste-routier Léon Level s'impose, tandis que Maes port à 2 min 37 s son avance sur Magne au classement général. En perdition, Maurice Archambaud accuse un retard de plus de quarante minutes.

### De la Provence à la Côte-d'Azur (10eet11eétapes)
Après la journée de repos à Digne, les cinquante-neuf coureurs encore engagés dans l'épreuve reprennent la route en direction de Nice. La première partie de l'étape est disputée à faible allure, et trois coureurs éloignés au classement général profitent de l'apathie du peloton pour prendre leurs distances et se disputer la victoire d'étape. À l'arrivée, le Français Paul Maye devance au sprint ses compagnons d'échappée, le Belge Albert Hendrickx et le Suisse Theo Heimann.

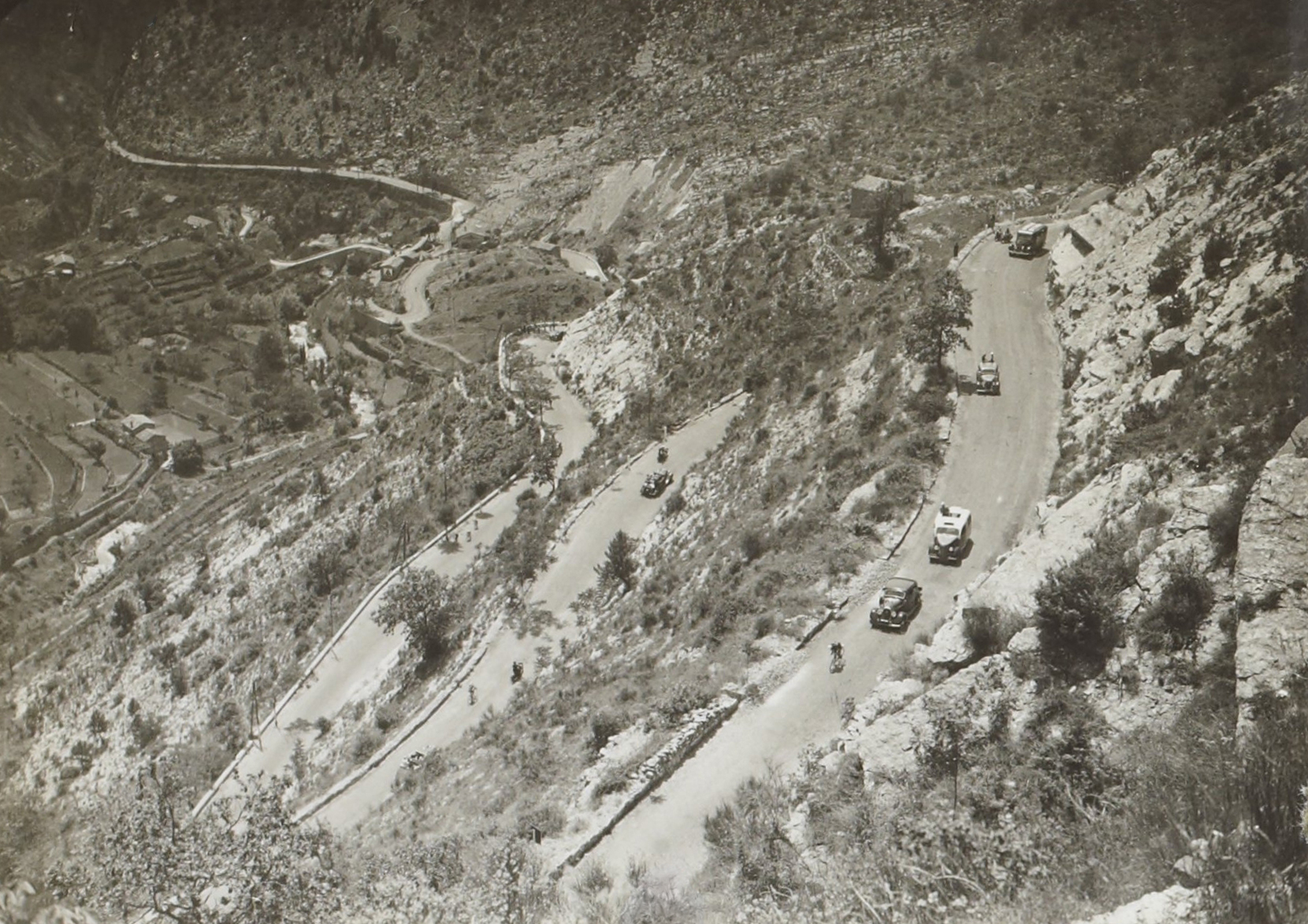
Des coureurs dans les environs de Sospel, lors de la 11e étape.

Le lendemain, les coureurs belges passent à l'offensive sur les pentes du col de Braus, première difficulté de la onzième étape en direction de Cannes, pour tenter de distancer Antonin Magne. Ils profitent du concours de Federico Ezquerra, qui s'envole dans la montée de La Turbie pour remporter sa première victoire d'étape dans le Tour de France et reprendre la tête du classement des grimpeurs. Sylvère Maes et Félicien Vervaecke reprennent une trentaine de secondes à Magne, ce qui permet à Vervaeke de le doubler au classement général et de s'emparer de la deuxième place provisoire. Les suiveurs s'accordent à dire que cet écart est finalement minime par rapport aux efforts consentis lors de l'étape.

### Le long de la Méditerranée (12e-14eétape)
Aux trois étapes en ligne prévues entre Cannes et Perpignan s'ajoutent deux contre-la-montre par équipes, si bien que les coureurs disputent cinq étapes en seulement trois jours de course, sous une chaleur accablante. Les trois étapes en ligne, qui s'achèvent à Marseille, Nîmes et Narbonne, n'apportent aucun changement au classement général et sont toutes remportées au sprint par René Le Grevès, qui devance à chaque fois son rival belge Éloi Meulenberg.
Le premier contre-la-montre par équipes disputé entre Nîmes et Montpellier démontre la supériorité de l'équipe belge qui s'impose avec 57 secondes d'avance sur l'équipe de France, privée de certains éléments et mal organisée. Premier et deuxième de l'étape Sylvère Maes et Félicien Vervaeke s'octroient par ailleurs des bonifications. Leur avance au classement général sur Antonin Magne s'accroît encore lors du deuxième contre-la-montre entre Narbonne et Perpignan, que l'équipe belge remporte une nouvelle fois avec 23 secondes d'avance. Privée de Maurice Archambaud, qui abandonne la veille, l'équipe de France semble donc en mauvaise posture avant l'entrée dans les Pyrénées.

### Traversée des Pyrénées (15eet16eétapes)

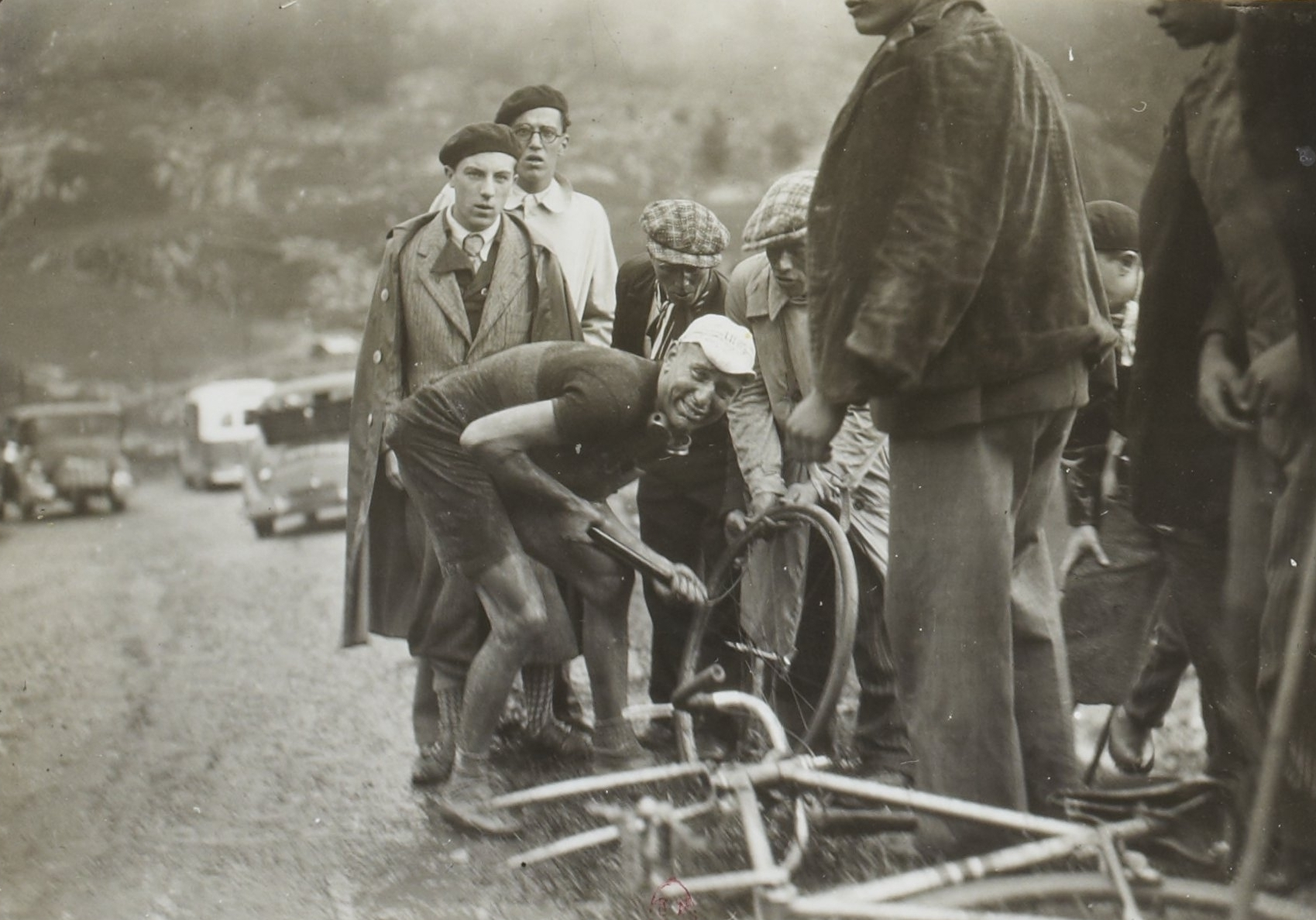
Félicien Vervaecke réparant son pneu dans l'étape entre Luchon et Pau.

La quinzième étape entre Perpignan et Luchon, la plus longue de l'épreuve, est remportée par le touriste-routier Sauveur Ducazeaux qui s'échappe ans le col de Portet-d'Aspet en profitant de la neutralisation entre les leaders belges et français. En cours d'étape, Antonin Magne tente de s'échapper au contrôle de ravitaillement de Saint-Girons, où l'arrêt n'est pas obligatoire, mais sa tentative est vite annihilée par l'équipe belge. 
Le lendemain, l'étape des grands cols pyrénéens qui conduit les coureurs à Pau est disputée sous la pluie, le brouillard et le froid. Federico Ezquerra, malade et rapidement distancé, abandonne ses chances de succès dans le classement du meilleur grimpeur, au profit de son compatriote Julián Berrendero. Retardé par une crevaison avant l'ascension du col d'Aspin, Antonin Magne doit fournir seul un violent effort pour maintenir l'écart avec ses deux rivaux belges, qui augmentent le rythme en tête de course. Seul le touriste-routier Yvan Marie parvient à les suivre, ce qui lui permet de franchir le col en première position.
Il s'accroche encore dans l'ascension du Tourmalet avant de lâcher prise dès les premières pentes du col du Soulor. Sylvère Maes se retrouve seul en tête à proximité du sommet, lorsque le vélo de son coéquipier Félicien Vervaecke se brise, et poursuit son effort jusqu'à la ligne d'arrivée qu'il franchit en vainqueur à Pau. Épuisé par sa poursuite, Antonin Magne est finalement repris par d'autres coureurs, et doit concéder plus de quatorze minutes à son rival. Il repasse cependant à la deuxième place du classement général en bénéficiant de la pénalité infligée à Vervaecke pour avoir utilisé un vélo équipé d'un dérailleur après son incident mécanique. Léon Level, deuxième de l'étape, conforte sa place de premier touriste-routier au classement général.

### Remontée vers Paris (17e-21eétape)
La dix-septième étape, disputée sous une forte pluie, conduit les coureurs vers Bordeaux, à travers la forêt des Landes. Rares sont les tentatives d'échappée et, comme c'est souvent le cas dans la préfecture de la Gironde sur le Tour de France, la victoire d'étape se joue au sprint. Pour la quatrième fois depuis le départ de l'épreuve, René Le Grevès devance Éloi Meulenberg. Ce dernier prend sa revanche le lendemain vers Saintes en s'imposant dans la première demi-étape de la journée, secouée par de nombreuses attaques de coureurs éloignés au classement général. L'après-midi, l'équipe de France offre une belle résistance à la formation belge dans le contre-la-montre par équipes entre Saintes et La Rochelle, et occupe même la première place provisoire après 45 kilomètres de course. Une crevaison de Le Grevès ralentit cependant le rythme des Français qui s'inclinent de nouveau pour vingt secondes. Une polémique naît d'ailleurs entre Antonin Magne et Le Grevès, ce dernier accusant son leader de ne pas l'avoir attendu, contrairement aux consignes données par le directeur de l'équipe. Magne justifie son choix par la nécessité de préserver sa deuxième place au classement général, menacée par Félicien Vervaecke, et l'incident est clos.

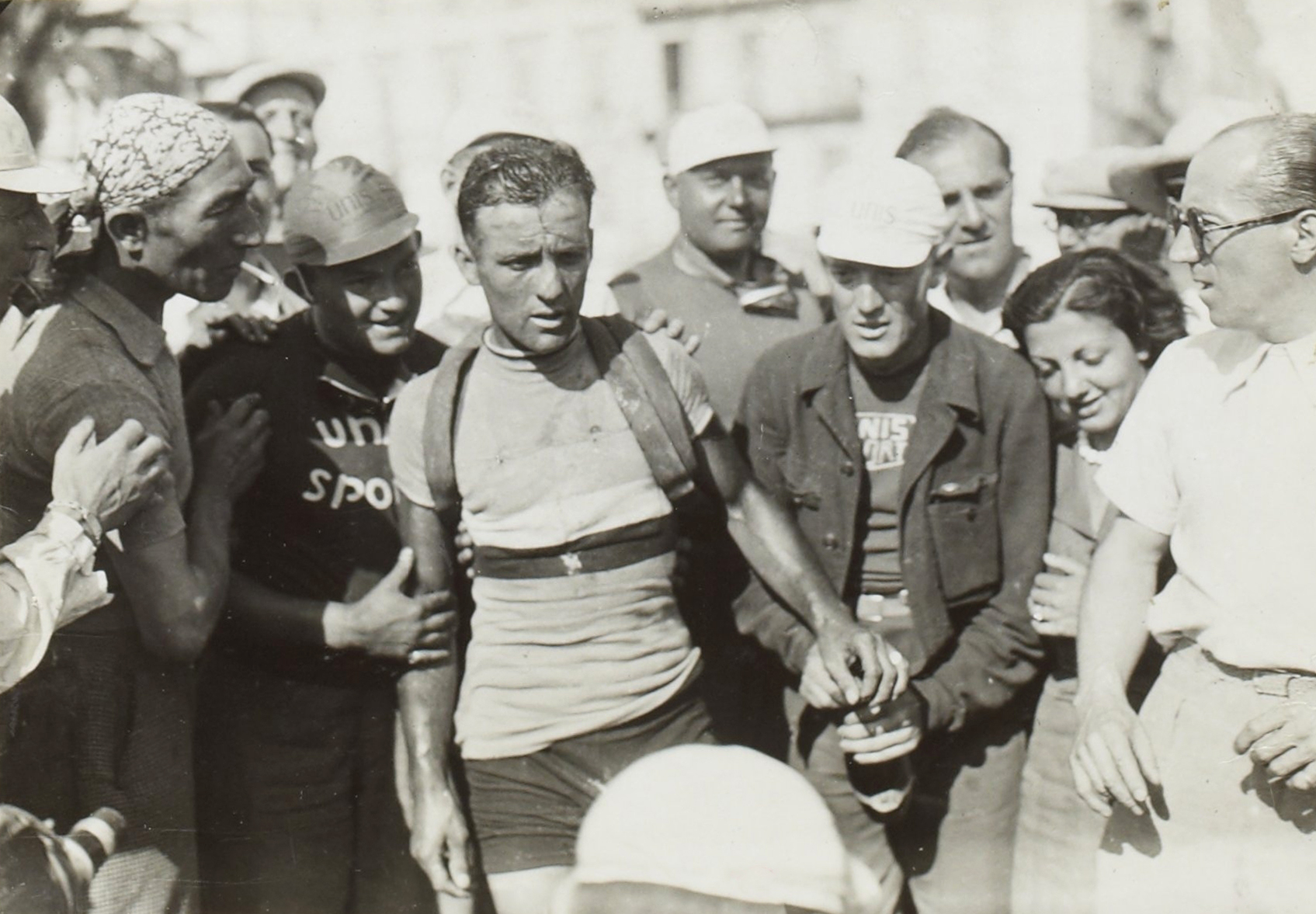
Paul Maye (ici lors de la 10e étape à Nice, remporte la victoire d'étape quelques jours plus tard à Angers.

La dix-neuvième étape est scindée en trois secteurs. Le matin, Marcel Kint profite du marquage entre Meulenberg et Le Grevès pour remporter sa première victoire d'étape sur la Grande Boucle. Il préfigure un nouveau succès belge dans le contre-la-montre, disputé l'après-midi entre La Roche-sur-Yon et Cholet. Le directeur technique belge, Karel Steyaert, demande à ses hommes de laisser Vervaecke franchir la ligne en premier afin d'empocher les secondes de bonifications qui lui permettent de ravir la deuxième place du classement général à Magne. L'équipe de France ne termine d'ailleurs qu'au troisième rang de l'étape, devancée de deux secondes par l'équipe Espagne-Luxembourg. En fin de journée, c'est Paul Maye qui s'impose à Angers, au sein d'une échappée à laquelle ne participe aucun des grands leaders.

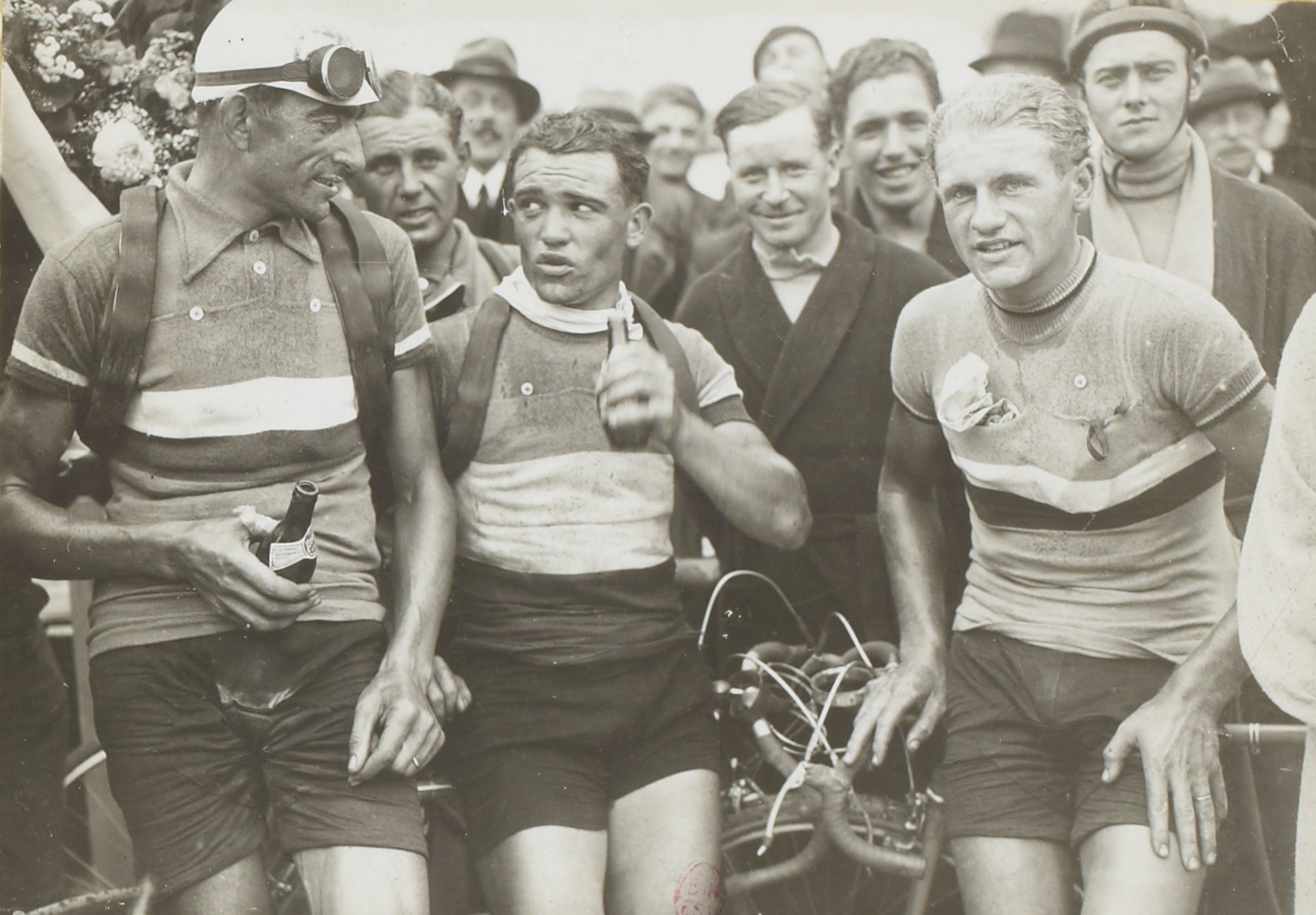
Antonin Magne, René Le Grevès et Raoul Lesueur après la victoire de l'équipe de France à Caen.

À la veille de l'arrivée à Paris, la première demi-étape qui conduit les coureurs à Vire au terme d'un parcours de 204 kilomètres démontre une nouvelle fois la supériorité de René Le Grevès sur les autres sprinteurs. L'après-midi, les coureurs disputent le dernier contre-la-montre par équipes de l'épreuve, et contre toute attente, les Français s'imposent à Caen avec plus d'une minute d'avance sur les Belges. En passant la ligne le premier, Antonin Magne obtient non seulement sa première victoire d'étape lors de cette édition, mais également la bonification qui lui permet de reprendre la deuxième place du classement général avec seulement 58 secondes d'avance sur Vervaecke.

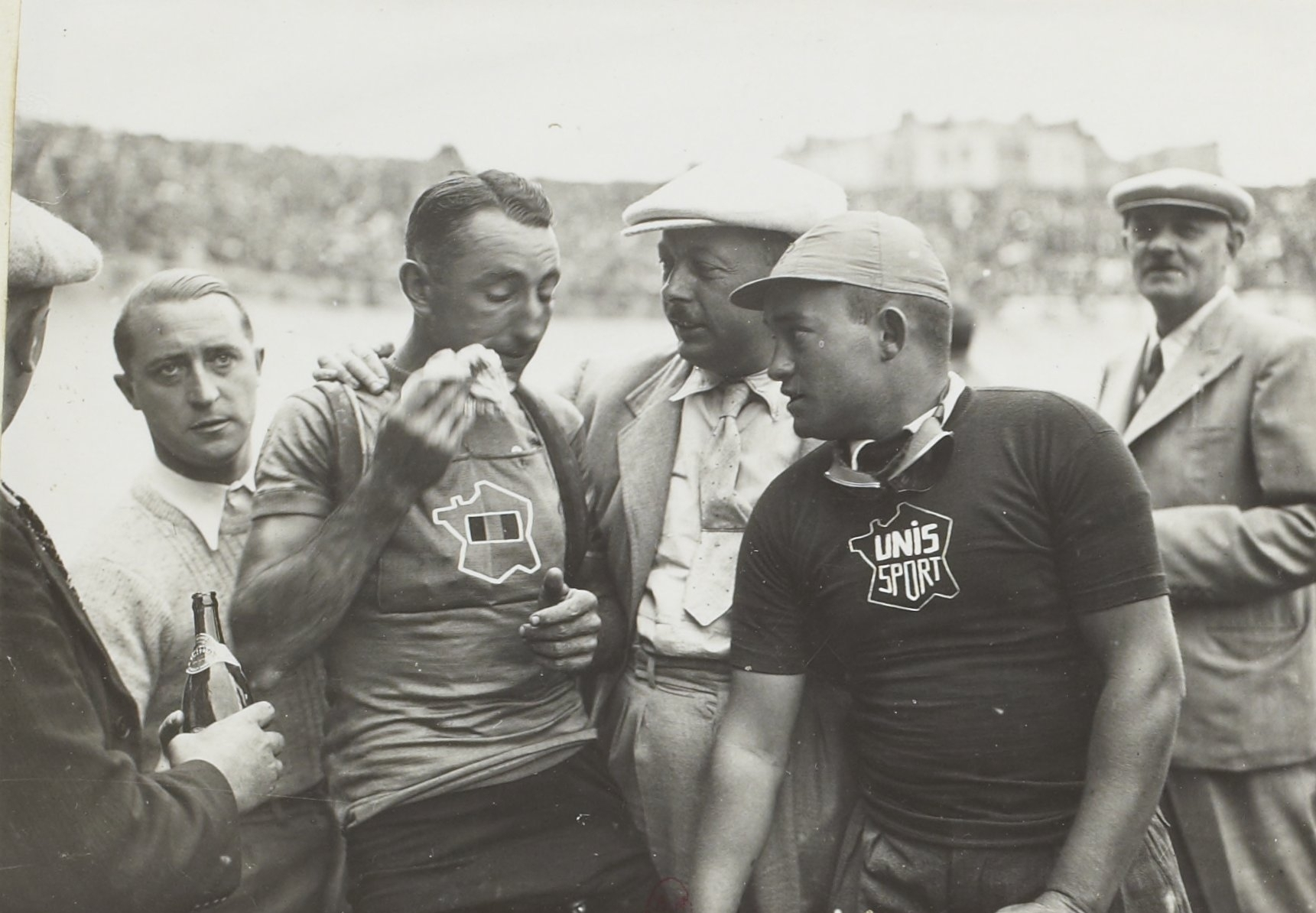
Sylvère Maes au parc des Princes, après l'arrivée de la dernière étape.

La dernière étape est disputée dans une ambiance festive. Le vainqueur du Tour, Sylvère Maes, prend le temps de déguster une coupe de champagne dans la traversée de Conches-en-Ouche. En fin d'étape, le Luxembourgeois Arsène Mersch accélère dans la traversée de Poissy. Antonin Magne essaye de le rejoindre mais les Belges annihilent sa tentative. Le regroupement entraîne un ralentissement du peloton qui permet à Mersch de creuser l'écart. Ce dernier s'impose au Parc des Princes devant plus de 40 000 spectateurs.

## Généralités
- Henri Desgrange, directeur du Tour, malade quitte le Tour à Charleville et cède sa place à Jacques Goddet.

## Résultats

### Étapes
L'équipe de France remporte treize victoires d'étapes dans ce Tour de France, contre seulement neuf pour l'équipe belge. Avec six victoires, René Le Grevès est le coureur le plus prolifique de cette édition.
L'étape entre Cholet et Angers, disputée sur 67 km après un contre-la-montre par équipes, est l'étape en ligne la plus rapide de ce Tour, avec une moyenne de 40,812 km/h. L'étape contre-la-montre la plus rapide est celle entre Nîmes et Montpellier, où les coureurs belges parcourent les 52 km à 44,881 km/h de moyenne.
| Étape,        | Date       | Villes étapes                   |                              | Distance (km)         | Vainqueur d’étape     | Leader du classement général |
| ------------- | ---------- | ------------------------------- | ---------------------------- | --------------------- | --------------------- | ---------------------------- |
| 1re étape     | 7 juillet  | Paris - Le Vésinet – Lille      | Étape de plaine              | 258                   | Paul Egli             | Paul Egli                    |
| 2e étape      | 8 juillet  | Lille – Charleville             | Étape de plaine              | 192                   | Robert Wierinckx      | Maurice Archambaud           |
| 3e étape      | 9 juillet  | Charleville – Metz              | Étape de plaine              | 161                   | Mathias Clemens       | Arsène Mersch                |
| 4e étape      | 10 juillet | Metz – Belfort                  | Étape de montagne            | 220                   | Maurice Archambaud    | Maurice Archambaud           |
| 5e étape      | 11 juillet | Belfort – Évian-les-Bains       | Étape de plaine              | 298                   | René Le Grevès        | Maurice Archambaud           |
|               | 12 juillet | Évian-les-Bains                 | Jour de repos                | Journée de repos no 1 | Journée de repos no 1 | Journée de repos no 1        |
| 6e étape      | 13 juillet | Évian-les-Bains – Aix-les-Bains | Étape de montagne            | 212                   | Éloi Meulenberg       | Maurice Archambaud           |
| 7e étape      | 14 juillet | Aix-les-Bains – Grenoble        | Étape de montagne            | 230                   | Theofiel Middelkamp   | Maurice Archambaud           |
| 8e étape      | 15 juillet | Grenoble – Briançon             | Étape de montagne            | 194                   | Jean-Marie Goasmat    | Sylvère Maes                 |
| 9e étape      | 16 juillet | Briançon – Digne                | Étape de montagne            | 220                   | Léon Level            | Sylvère Maes                 |
|               | 17 juillet | Digne                           | Jour de repos                | Journée de repos no 2 | Journée de repos no 2 | Journée de repos no 2        |
| 10e étape     | 18 juillet | Digne – Nice                    | Étape de plaine              | 156                   | Paul Maye             | Sylvère Maes                 |
| 11e étape     | 19 juillet | Nice – Cannes                   | Étape de montagne            | 126                   | Federico Ezquerra     | Sylvère Maes                 |
|               | 20 juillet | Cannes                          | Jour de repos                | Journée de repos no 3 | Journée de repos no 3 | Journée de repos no 3        |
| 12e étape     | 21 juillet | Cannes – Marseille              | Étape de plaine              | 195                   | René Le Grevès        | Sylvère Maes                 |
| 13e étape (a) | 22 juillet | Marseille – Nîmes               | Étape de plaine              | 112                   | René Le Grevès        | Sylvère Maes                 |
| 13e étape (b) | 22 juillet | Nîmes – Montpellier             | Contre-la-montre par équipes | 52                    | Sylvère Maes          | Sylvère Maes                 |
| 14e étape (a) | 23 juillet | Montpellier – Narbonne          | Étape de plaine              | 103                   | René Le Grevès        | Sylvère Maes                 |
| 14e étape (b) | 24 juillet | Narbonne – Perpignan            | Contre-la-montre par équipes | 63                    | Sylvère Maes          | Sylvère Maes                 |
|               | 25 juillet | Perpignan                       | Jour de repos                | Journée de repos no 4 | Journée de repos no 4 | Journée de repos no 4        |
| 15e étape     | 26 juillet | Perpignan – Luchon              | Étape de montagne            | 325                   | Sauveur Ducazeaux     | Sylvère Maes                 |
| 16e étape     | 27 juillet | Luchon – Pau                    | Étape de montagne            | 194                   | Sylvère Maes          | Sylvère Maes                 |
|               | 28 juillet | Pau                             | Jour de repos                | Journée de repos no 5 | Journée de repos no 5 | Journée de repos no 5        |
| 17e étape     | 29 juillet | Pau – Bordeaux                  | Étape de plaine              | 229                   | René Le Grevès        | Sylvère Maes                 |
| 18e étape (a) | 30 juillet | Bordeaux – Saintes              | Étape de plaine              | 117                   | Éloi Meulenberg       | Sylvère Maes                 |
| 18e étape (b) | 30 juillet | Saintes – La Rochelle           | Contre-la-montre par équipes | 75                    | Sylvère Maes          | Sylvère Maes                 |
| 19e étape (a) | 31 juillet | La Rochelle – La Roche-sur-Yon  | Étape de plaine              | 81                    | Marcel Kint           | Sylvère Maes                 |
| 19e étape (b) | 31 juillet | La Roche-sur-Yon – Cholet       | Contre-la-montre par équipes | 65                    | Félicien Vervaecke    | Sylvère Maes                 |
| 19e étape (c) | 31 juillet | Cholet – Angers                 | Étape de plaine              | 67                    | Paul Maye             | Sylvère Maes                 |
| 20e étape (a) | 1er août   | Angers – Vire                   | Étape de plaine              | 204                   | René Le Grevès        | Sylvère Maes                 |
| 20e étape (b) | 1er août   | Vire – Caen                     | Contre-la-montre par équipes | 55                    | Antonin Magne         | Sylvère Maes                 |
| 21e étape     | 2 août     | Caen – Paris                    | Étape de plaine              | 234                   | Arsène Mersch         | Sylvère Maes                 |

### Classements

#### Classement général final
Sur les 90 partants, seuls 43 coureurs achèvent le Tour et sont classés à l'arrivée à Paris. Les deux plus puissantes équipes, la France et la Belgique, ne comptent que trois abandons, et terminent l'épreuve avec sept coureurs chacune.
Sylvère Maes remporte la Grande Boucle pour la première fois de sa carrière, lui qui s'impose également en 1939. Il apporte à la Belgique sa onzième victoire depuis la création de l'épreuve en 1903, après celles d'Odile Defraye en 1912, de Philippe Thys en 1913, 1914 et 1920, de Firmin Lambot en 1919 et 1922, de Léon Scieur en 1921, de Lucien Buysse en 1926, de Maurice De Waele en 1929 et de Romain Maes en 1935.
Le Français Léon Level, qui termine au 10e rang du classement général, est le premier des touristes-routiers. Dans cette catégorie, 18 coureurs terminent l'épreuve sur les 30 partants.
| Classement général | Classement général  | Classement général   | Classement général   | Classement général   |
|                    | Coureur             | Pays                 | Équipe               | Temps                |
| ------------------ | ------------------- | -------------------- | -------------------- | -------------------- |
| 1er                | Sylvère Maes        | Belgique             | Belgique             | en 142 h 47 min 32 s |
| 2e                 | Antonin Magne       | France               | France               | + 26 min 55 s        |
| 3e                 | Félicien Vervaecke  | Belgique             | Belgique             | + 27 min 53 s        |
| 4e                 | Pierre Clemens      | Luxembourg           | Espagne / Luxembourg | + 42 min 42 s        |
| 5e                 | Arsène Mersch       | Luxembourg           | Espagne / Luxembourg | + 52 min 52 s        |
| 6e                 | Mariano Cañardo     | République espagnole | Espagne / Luxembourg | + 1 h 3 min 4 s      |
| 7e                 | Mathias Clemens     | Luxembourg           | Espagne / Luxembourg | + 1 h 10 min 44 s    |
| 8e                 | Léo Amberg          | Suisse               | Suisse               | + 1 h 19 min 13 s    |
| 9e                 | Marcel Kint         | Belgique             | Belgique             | + 1 h 22 min 25 s    |
| 10e                | Léon Level          | France               | Touriste-Routier     | + 1 h 27 min 57 s    |
| 11e                | Julián Berrendero   | République espagnole | Espagne / Luxembourg | + 1 h 34 min 37 s    |
| 12e                | Sylvain Marcaillou  | France               | Touriste-Routier     | + 1 h 38 min 6 s     |
| 13e                | Louis Thiétard      | France               | Touriste-Routier     | + 1 h 47 min 47 s    |
| 14e                | Raoul Lesueur       | France               | France               | + 1 h 50 min 15 s    |
| 15e                | Albert van Schendel | Pays-Bas             | Pays-Bas             | + 1 h 52 min 23 s    |
| 16e                | Pierre Cogan        | France               | France               | + 1 h 52 min 48 s    |
| 17e                | Federico Ezquerra   | République espagnole | Touriste-Routier     | + 1 h 54 min 39 s    |
| 18e                | Robert Tanneveau    | France               | France               | + 1 h 57 min 9 s     |
| 19e                | François Neuville   | Belgique             | Belgique             | + 2 h 1 min 16 s     |
| 20e                | René Le Grevès      | France               | France               | + 2 h 7 min 45 s     |
| 21e                | Yvan Marie          | France               | Touriste-Routier     | + 2 h 8 min 46 s     |
| 22e                | Pierre Cloarec      | France               | Touriste-Routier     | + 2 h 13 min 53 s    |
| 23e                | Theo Middelkamp     | Pays-Bas             | Pays-Bas             | + 2 h 16 min 33 s    |
| 24e                | Emiliano Álvarez    | République espagnole | Espagne / Luxembourg | + 2 h 26 min 0 s     |
| 25e                | Charles Berty       | France               | Touriste-Routier     | + 2 h 28 min 48 s    |
| modifier           |                     |                      |                      |                      |

#### Classements annexes finals
| Classement du Prix du meilleur grimpeur, | Classement du Prix du meilleur grimpeur, | Classement du Prix du meilleur grimpeur, | Classement du Prix du meilleur grimpeur, | Classement du Prix du meilleur grimpeur, |
| ---------------------------------------- | ---------------------------------------- | ---------------------------------------- | ---------------------------------------- | ---------------------------------------- |
|                                          | Coureur                                  | Pays                                     | Équipe                                   | Point(s)                                 |
| 1er                                      | Julián Berrendero                        | République espagnole                     | Espagne / Luxembourg                     | 132 points                               |
| 2e                                       | Sylvère Maes                             | Belgique                                 | Belgique                                 | 112 pts                                  |
| 3e                                       | Federico Ezquerra                        | République espagnole                     | Espagne / Luxembourg                     | 99 pts                                   |
| 4e                                       | Félicien Vervaecke                       | Belgique                                 | Belgique                                 | 95 pts                                   |
| 5e                                       | Antonin Magne                            | France                                   | France                                   | 66 pts                                   |
| modifier                                 |                                          |                                          |                                          |                                          |

| Classement du Challenge international, | Classement du Challenge international, | Classement du Challenge international, | Classement du Challenge international, |
|                                        | Équipe                                 | Pays                                   | Temps                                  |
| -------------------------------------- | -------------------------------------- | -------------------------------------- | -------------------------------------- |
| 1re                                    | Belgique                               | Belgique                               | en 130 h 12 min 54 s                   |
| 2e                                     | Espagne / Luxembourg                   | République espagnole / Luxembourg      | + 48 min 20 s                          |
| 3e                                     | France                                 | France                                 | + 2 h 19 min 40 s                      |
| 4e                                     | Pays-Bas                               | Pays-Bas                               | + 5 h 23 min 28 s                      |
| 5e                                     | Suisse                                 | Suisse                                 | + 9 h 54 min 1 s                       |
| modifier                               |                                        |                                        |                                        |

#### Évolution des classements
| Étape              | Vainqueur          | Classement général | Classement de la montagne | Challenge international |
| ------------------ | ------------------ | ------------------ | ------------------------- | ----------------------- |
| 1                  | Paul Egli          | Paul Egli          | Non décerné               | France                  |
| 2                  | Robert Wierinckx   | Maurice Archambaud | Non décerné               | Belgique                |
| 3                  | Mathias Clemens    | Arsène Mersch      | Non décerné               | Belgique                |
| 4                  | Maurice Archambaud | Maurice Archambaud | Federico Ezquerra         | Belgique                |
| 5                  | René Le Grevès     | Maurice Archambaud | Federico Ezquerra         | Belgique                |
| 6                  | Éloi Meulenberg    | Maurice Archambaud | Federico Ezquerra         | Belgique                |
| 7                  | Theo Middelkamp    | Maurice Archambaud | Federico Ezquerra         | Belgique                |
| 8                  | Jean-Marie Goasmat | Sylvère Maes       | Federico Ezquerra         | Belgique                |
| 9                  | Léon Level         | Sylvère Maes       | Julián Berrendero         | Espagne / Luxembourg    |
| 10                 | Paul Maye          | Sylvère Maes       | Julián Berrendero         | Espagne / Luxembourg    |
| 11                 | Federico Ezquerra  | Sylvère Maes       | Federico Ezquerra         | Espagne / Luxembourg    |
| 12                 | René Le Grevès     | Sylvère Maes       | Federico Ezquerra         | Belgique                |
| 13a                | René Le Grevès     | Sylvère Maes       | Federico Ezquerra         | Belgique                |
| 13b                | Sylvère Maes       | Sylvère Maes       | Federico Ezquerra         | Belgique                |
| 14a                | René Le Grevès     | Sylvère Maes       | Federico Ezquerra         | Belgique                |
| 14b                | Sylvère Maes       | Sylvère Maes       | Federico Ezquerra         | Belgique                |
| 15                 | Sauveur Ducazeaux  | Sylvère Maes       | Julián Berrendero         | Belgique                |
| 16                 | Sylvère Maes       | Sylvère Maes       | Julián Berrendero         | Belgique                |
| 17                 | René Le Grevès     | Sylvère Maes       | Julián Berrendero         | Belgique                |
| 18a                | Éloi Meulenberg    | Sylvère Maes       | Julián Berrendero         | Belgique                |
| 18b                | Sylvère Maes       | Sylvère Maes       | Julián Berrendero         | Belgique                |
| 19a                | Marcel Kint        | Sylvère Maes       | Julián Berrendero         | Belgique                |
| 19b                | Félicien Vervaecke | Sylvère Maes       | Julián Berrendero         | Belgique                |
| 19c                | Paul Maye          | Sylvère Maes       | Julián Berrendero         | Belgique                |
| 20a                | René Le Grevès     | Sylvère Maes       | Julián Berrendero         | Belgique                |
| 20b                | Antonin Magne      | Sylvère Maes       | Julián Berrendero         | Belgique                |
| 21                 | Arsène Mersch      | Sylvère Maes       | Julián Berrendero         | Belgique                |
| Classements finals | Classements finals | Sylvère Maes       | Julián Berrendero         | Belgique                |